# أوليفر بيل
أوليفر بيل (بالإنجليزية: Oliver Bell)‏ مواليد 13 مايو 2004 في فلوريدا، هو ممثل أمريكي بدأ مسيرته الفنية سنة 2012.

## الأعمال

### أفلام
- سم كايند أوف بيوتفل (2014)

### مسلسلات
- كان ياما كان (2015)
- وست وورلد (2016)

## روابط خارجية
- أوليفر بيل على موقع IMDb (الإنجليزية)
- أوليفر بيل على موقع قاعدة بيانات الفيلم (الإنجليزية)